# 正義警官モンジュ
『正義警官モンジュ』（せいぎけいかんモンジュ）は、2004年12月号から2011年8月号まで月刊サンデーGENE-Xで連載されていた宮下裕樹作の漫画である。

## あらすじ
東京の治安維持を目的とした対犯罪用汎用兵器部隊、通称「ギンセイ」のプロトタイプとして作られたエリート（自称）警官ロボ「モンジュ」は、とある理由から地方都市の派出所に転勤となってしまった。彼はそこで同僚のスケベ警官・山岸順平やギンセイ開発部の神谷シノと共に地域交流を深めていく。
しかし、警視庁の特別機動部隊指揮官の三堀俊也の策略からその存在を危険視されるようになったモンジュは、自らの存在理由を知る為に山岸・神谷とともに奮闘する。

## 登場人物
モンジュ
対犯罪用汎用兵器部隊、通称「ギンセイ」のプロトタイプとして作られたエリート（自称）警官ロボ。とある理由から地方都市の派出所へと左遷されている。本庁の前線への復帰を望んでいる。原動力は原子力で、無茶はするものの放射能漏れは起きていない。
体格は大柄、寸胴で短足(俗に言うメタボ体型)、そのせいか走るのは遅い（まれに速く走れる）。体重は500kgもあるが、イスに座っても壊れないし自転車にも乗れる。頭部はカエルのような形をしていて、額には日章が付いている。目で犯罪者の照合ができ、落下物の軌跡を予想することもできるが、あまり役に立っていない。感極まると涙（レンズ洗浄液）を流す。耳（?）は物音に反応してピクッと動き、感情にも連動し驚くと逆立つ。引っ張られると痛がる。口で食物を処理すことができるが、アルコールは処理できない。あごにはUSBケーブルが付いている。股間の部分に男性の生殖器を思わせるような器官が存在しているようだが、実際は冷却水を廃棄する為の器官であるため、身体構造的には厳密な性別は無い。調書や日記を書く様子から右手が利き手のようだが、手先は不器用。右腕には様々な武器が仕込まれており、これまでにバズーカ砲、ブレード、レーザー砲の使用が認められ、他にも警棒、ハンマー、ドリル、ロボットアーム等が確認されている。
性格は真面目だがお人好し。卑屈ですぐに落ち込み、悩むとオーバーヒートする。考え込む時に指を「カリカリ」させる癖を持つ。配属されてから物語初期まではエリート意識が強く、左遷された現実から逃避することが多々あった。また、かんしゃく持ちで馬鹿にされるとブチ切れて「国家権力をなめるんじゃねぇ」の叫び声とともに暴力に走りかけることもあった。物語が進むにつれてそういった点は鳴りを潜め、やや世間知らずで天然な面が目立つようになった。また、山岸や神谷の影響で皮肉屋になっている。
基本的な常識は踏まえているが、人間の感情などには疎く、空気の読めない発言や提案をすることが多々ある。しかし、学習能力が高さから、人の感情をも解析し、「痛み」に似た感情をも持つようになった。上述の通り身体的には性別はないが、意識的には女声のエロ本自販機に恋をするなどやや男性寄り。しかし、意識的にも固定した性別はなく、男らしく振舞うとその後反動で女らしくなる。
ロボットに対する偏見や、フゲンの一件などにより、大人（特に子供を持つ保護者）からはあまり良い印象を持たれていないが、逆にモンジュのありのままを見る子供達からの評判は良い。
2、3の犯罪行為を確認したり、正当防衛が成立すると「正義の執行」というプログラムを作動させ、平常時以上の力を発揮し犯罪者や敵の殲滅を行う。「正義の執行」時は顔が暗くなる。しかし、感情が高揚や些細なことでも作動してしまうというバグがあり、周囲の人間も見境無く襲ってしまう。これが左遷の理由である。
山岸 順平(やまぎし じゅんぺい)
田舎の派出所に勤務する警官。階級は巡査。
ナンパでエロく、勤務中にエロ本を読むなど、性格は不真面目。そのため女性にはあまりモテない。正義感は強く、基本的にいい人間ではあるが、女絡みになるとかなり醜悪な一面を見せ、そのたびに神谷の制裁を受けている。
モンジュとは、彼の「正義の執行」を何度も止め、モンジュの成長を促す良き同僚となっている。しかし、時々モンジュの知らない知識を誇張や皮肉を込めて吹き込み、モンジュの奇行の原因の1つにもなっている。
ケンカは強い方ではなく、もっぱらモンジュ任せである。
高校時代は野球部のエースであり、それなりにモテていたが、過度の投球で肩を壊して部を止め、荒れた時期を経て現在に至った経緯がある。
神谷 シノ(かみや シノ)
警視庁“ギンセイ”開発部所属。ロボットの性能や行動に並々ならぬ興味を抱く、機械フェチ女。
シンヨウと言うロボットを新たに作成している。東京においてモンジュとシンヨウを戦わせた後、モンジュの観察をするために田舎まで付いてきて交番勤務となる。
仕事一辺倒だったため恋愛には疎く、山岸に好意を抱いているような描写もあるが、本人に自覚はなく、少しでも自覚しかけると激しい自己嫌悪に陥り、他者が指摘しようものなら激しい制裁を受けることになる。
ネットアイドルとして人気者だった過去があるが、本人の中では黒歴史扱いとなっている。
源一
モンジュや山岸が勤務する派出所のある町に住む老人。通称「源さん」。元対犯罪本部本部長で、柏木総監の父であり、真奈の祖父。
柳総一朗のギンセイプロジェクトにも多少ならず関わっており、またキャリア組にも名が知られている。
柏木 真奈(かしわぎ まな)
喘息の治療のため、東京から祖父の元に来た少女。
両親の不仲を自分のせいだと思い込んでいる。そのため当初は荒れており、周囲に馴染めずかなり暴力的な態度を取っていたが、喘息の発作を起こし崖から転落しそうになったところをモンジュに救われ、以降モンジュを慕うようになる。
小学校では健太をはじめとした男子と良く遊んでいる。持病のため、スポーツは絶えず動き回るサッカーより、交代がありあまり体を動かさない野球の方が好み。しかし、サッカーをやりたい健太たちとの口論の末、モンジュの提案でサッカーボールで野球をすることになる。
三堀 俊也(みつほり としなり)
特別武装機動隊指揮官。ギンセイ量産型の事故によって生まれた東京スラムのせいで、妹が犯罪被害に遭い目が不自由となったため、対犯罪用ロボを憎むようになり、モンジュを蹴落とそうと狙う。
妹のミキを溺愛している。ネットアイドル時代のシノのファンでもある。
柳 総一郎(やなぎ そういちろう)
対犯罪用兵器計画ギンセイプロジェクトで、ピープル、モンジュ、フゲンを創りだした博士。
コミュニケーションによる犯罪抑止を掲げ、マスコット・ロボとしてピープルを開発するが、周囲はその技術だけに目が行き、対犯罪用ロボとしてモンジュを作ることになる。しかし、家族が殺害されたことにより犯罪を憎むようになってしまい、「正義の執行」プログラムをモンジュに仕込む。
行方不明となっていたが、北アルプス黒部ダムの近くでピープルと余生を過ごしていた痕跡がある。
ピープル
コミュニケーションによる犯罪抑止を掲げ、柳博士によって作られたマスコット・ロボ。
作成された順番からモンジュの兄貴分。非常に親しみやすい性格をしている。コミュニケーションを主軸としたロボットのため、モンジュやフゲンと異なり戦闘能力はなく、逆にモンジュが苦手とする酒などは得意。
廃棄直前に逃走し、警察の追跡を何度となく振り切り消息不明となっていたが、新聞の記事でモンジュのことを知り、彼のもとへ訪れる。その後、モンジュの町での様子を見て、彼に「町を守っているが、町に守られてもいる」ということを忘れないように伝え、町を去る直前に警察の狙撃によって破壊される。
彼がモンジュに語った言葉が、最後までモンジュの信じる正義となって残り続ける。
なお、モンジュの中での男性イメージは彼であるらしい。
フゲン
モンジュ開発後の柳博士が、失踪時に持ち去ったモンジュの予備パーツを利用して作成した、もう一つの赤いモンジュ。
作成されたのはモンジュよりも後のため、形の上ではモンジュの弟ということになる。
コミュニケーション能力をほぼ排除し、戦闘においてはモンジュ以上の性能を引き出している。犯罪はどんな軽いものでも見逃さず、見逃そうものなら警官でも容赦なく襲い抹殺しようとする。A・Iはモンジュと同一だが学習能力はなく、戦闘に無用のデータは一定時間ごとに削除される。しかし、東京スラムに住んでいた不法入国者の少女に関しては、データ削除を保留し続け、最後まで殺すことはなかった。
三堀によって東京スラムに投入され、スラムの犯罪を一掃すると同時に、「人を襲う危険なロボット」として喧伝される。その後、モンジュによって確保され、解体される。
七尾 葉月(ななお はづき)
ギンセイ開発部の職員で、神谷の部下。山岸の初対面の印象は、「神谷から根暗な陰湿さだけを残したような女」。Fの88。
根暗でメカフェチの婦警。神谷の才覚に嫉妬しつつも惚れ込み、ギンセイ開発部に入る。
神谷がひたすら優秀・一途・冷徹であることで逆に自身のプライドを保っていたが、田舎に行ってから神谷の性格が軟化したため、プライドを保てなくなり、自分の方が神谷よりも上であると証明するため、フゲンに関する三堀の策略に加担する。その後三堀と決別するも、罪悪感と三堀からの報復の恐怖から、退職して田舎に帰ろうとする。しかし、紆余曲折を経てギンセイ開発部に復帰する。
若宮 里緒(わかみや りお)
ギンセイ開発部の職員で、神谷の部下。山岸の初対面の印象は、「神谷から凶暴性だけを残したような女」。
特殊武装機動隊で三堀にいびられている所を、神谷に近接格闘のエキスパートとしてギンセイ開発部に誘われた婦警。
身体能力が高く、サッカーボールをバットで打ってホームランにするほどの怪力を持つ。彼女の戦闘技術は、シンヨウにフィードバックされている。
高杉 鈴太郎(たかすぎ りんたろう)
キャリア組。フゲンの騒動で本庁に出頭となったモンジュと、それを追うために謹慎となった（させられた）山岸の代わりとして、モンジュのデータ集めを兼ねて交番にやってくる。当初はモンジュに良い印象を持つ材料はあまり見つからなかったが、モンジュのために子供達が空き巣を働く姿を見て、「これほど町に守られている警官を他に知らない」と評する。
その後、モンジュを警視庁に戻そうと画策する。
策略家だが、コメディ回で登場することも多い。
和弘
モンジュの記録をブログにアップしている少年。
ある日学校を休んだことが原因で、本人すら訳が分からないまま引きこもりとなってしまう。モンジュの説得により少しずつ回復し、その後はモンジュにとってもよき相談相手となっている。
ネット絡みの騒動でモンジュや山岸によく協力しているが、神谷の過去を追求しようとした時は他の2人とともに制裁を受けた。
ヘキサ
四脚の警備ロボット。正式名称「警備ロボSCM-H6」、通称「ヘキサパス」。真奈からは「ヘキタン」の愛称で呼ばれている。モンジュのいる田舎に配備されているものは神谷によってカスタマイズされている。
モンジュのようなA・Iは備えていないが、何故か人間味のある行動をよくとる。言葉は決まったパターンのものしか発しないが、たまにナレーションを介してツッコミ役になっている。
量産型ロボットなので、同型が複数体いる。量産型の強みとして、破壊されてもパーツ交換等で修理が容易なため、モンジュからは羨ましがられている。
柏木
警視総監で、真奈の父親。
山岸の両親
花屋を営んでいる。大人では数少ないモンジュの理解者。

## 用語
正義の執行プログラム
モンジュとフゲンのブラックボックスに仕込まれた、絶対正義の名の元に無差別かつ徹底的に犯罪者を撲滅するプログラム。
その発動は必ず行われるわけでは無く、モンジュが暴走する機械であるかどうかの鍵となっている。
ギンセイプロジェクト
モンジュをプロトタイプとし、その量産化であるギンセイを作り出した計画。
この計画は、ギンセイに積み込まれた原子炉が放射能漏れを起こした事により、白紙に戻される。
東京スラム
上述のギンセイを封印した事で、人が立ち入りできなくなった区域。
ジオフロントになっており、警察の目が行き届かない事から犯罪者の温床となっている。

## 既刊一覧
1. 2005年10月20日初版 ISBN 978-4-09-157371-1
2. 2006年6月20日初版 ISBN 978-4-09-157050-5
3. 2006年11月20日初版 ISBN 978-4-09-157067-3
4. 2007年7月24日初版 ISBN 978-4-09-157100-7
5. 2008年3月24日初版 ISBN 978-4-09-157127-4
6. 2008年10月22日初版 ISBN 978-4-09-157152-6
7. 2009年3月24日初版 ISBN 978-4-09-157170-0
8. 2009年9月23日初版 ISBN 978-4-09-157186-1
9. 2010年3月24日初版 ISBN 978-4-09-157208-0
10. 2010年7月22日初版 ISBN 978-4-09-157225-7
11. 2011年2月23日初版 ISBN 978-4-09-157257-8
12. 2011年9月22日初版 ISBN 978-4-09-157290-5